# Fatumanongi
Fatumanongi (auch: Fatuinangi, Fatumanogi, Kooroomamaca) ist eine kleine Insel im Norden der Inselgruppe Haʻapai im Pazifik. Sie gehört politisch zum Königreich Tonga.

## Geografie
Das Motu liegt sehr exponiert im Nordwesten der Inselgruppe. Die nächstgelegenen Inseln sind Fotuha‘a im Süden und Niniva im Osten. Im Westen liegt die Insel Kao am nächsten.
Im Süden verläuft die Meeresstraße Ava Tauoifi.

## Klima
Das Klima ist tropisch heiß, wird jedoch von ständig wehenden Winden gemäßigt. Ebenso wie die anderen Inseln der Ha‘apai-Gruppe wird Fatumanongi gelegentlich von Zyklonen heimgesucht.